# Ovidiu Brînzan
Ovidiu Brînzan (n. 16 aprilie 1959) este un fost deputat român în legislatura 2000-2004, ales în județul Timiș pe listele partidului PDSR. Ovidiu Brînzan a fost Ministrul Sănății în perioada 2003-2004. În legislatura 2000-2004, Ovidiu Brînzan a fost membru în grupurile parlamentare de prietenie cu UNESCO și Republica Islamică Iran. În legislatura 2004-2008, Ovidiu Brînzan a fost ales pe listele PSD și a fost membru grupurile în parlamentare de prietenie cu Republica Cehă, Republica Finlanda și Republica Coasta de Fildeș. Ovidiu Brînzan este de profesie medic, specializat în chirurgie cardiovasculară.  

## Legături externe
- Ovidiu Brînzan Arhivat în 20 iunie 2024, la Wayback Machine. la cdep.ro